# Bjarne Angell
Bjarne Angell (* 27. April 1888 in Oslo; † 12. Dezember 1938 in Stockholm, Schweden) war ein norwegischer Tennisspieler.

## Biografie
Angell spielte Oslo Tennisklubb und nahm 1912 am Tenniswettbewerb der Olympischen Sommerspiele in Stockholm teil. Einzig im Doppel auf Rasen trat er an und scheiterte dort mit seinem Partner Willem Stibolt an der böhmischen Paarung aus Jaroslav Just und Ladislav Žemla deutlich. Sie konnte nur drei eigene Spielgewinne verzeichnen.
Angells Vater war ein Wein- und Lebensmittelhändler. Bjarne und seine beiden Brüder übernahmen in den 1920er-Jahren das Geschäft des Vaters. Er heiratete eine schwedische Frau und zog dorthin, wo er 1938 auch starb.